# Instituto Ilhas do Brasil
O Instituto Ilhas do Brasil (IIB) é uma organização não governamental localizada na ilha de Pântano do Sul, em Florianópolis, Santa Catarina. Por meio de atividades voltadas ao público juvenil, como cursos, trilhas ecológicas, projetos de reciclagem, sessões de filmes, atividades teatrais, entre outras práticas, a ONG pretende valorizar a cultura e a vida da comunidade local, como o empreendedorismo, incentivando que os jovens atendidos pelos projetos permaneçam em seus locais de origem, disseminando a valorização desse local.

## História
O IIB surgiu em outubro de 2005, devido a necessidade de oportunizar o envolvimento comunitário em ações socioambientais, que promovessem uma melhor qualidade de vida e o empoderamento das comunidades costeiras locais, aumentando a participação comunitária, principalmente juvenil, além de chamar atenção para a necessidade de ações sustentáveis. Atualmente, o IIB é apoiado pela Rede Ashoka e mais cinco fellows da mesma por um projeto colaborativo, além de contar com o apoio do Criança Esperança, projeto da Rede Globo em Parceria com a UNESCO, permitindo que o projeto se expanda e, aumente os cursos e atividades para as crianças beneficiadas, em conjunto a práticas adicionais, como intercâmbios e vivências educativas, de forma a apresentar outros projetos socioambientais, incentivando também a replicação do projeto em outras regiões do Brasil, como na comunidade do Frade em Angra dos Reis que aderiu à ideia em 2013.

## Eixos Temáticos
O Instituto Ilhas do Brasil está organizado em quatro eixos temáticos: adaptação a mudanças temáticas, mobilização comunitária, conservação e ampliação de atores socioambientais. Assim, o IIB é norteado por dois programas: o Programa de Adaptação às mudanças climáticas e o Programa de Mobilização Comunitária, que são colocados em prática por meio de diversos projetos.
O Programa de adaptação não visa atingir somente Pântano do Sul, portanto, tem foco de atuação em dez ilhas e regiões costeiras brasileiras que foram consideradas prioritárias na questão de mudanças climáticas, por meio de diversas espécies de projetos.
Procurando atender seus quatro eixos, o Instituto Ilhas do Brasil também conta com o Programa de Mobilização Comunitária – vencedor do Prêmio Itaú de Excelência Social, em dezembro de 2008 -, cujo objetivo é a criação de estratégias que fortaleçam e promovam o desenvolvimento sustentável da comunidade. Por meio de parcerias com as associações comunitárias locais, o programa atende escolas e jovens da comunidade, tendo como principal projeto o Estrelas do Mar.

## Projetos
- Projeto Adaptar Brasil

Por meio do Programa Adaptar Brasil, que faz parte do Programa de Adaptação, as comunidades humanas que vivem em determinados locais são focos no desenvolvimento de ferramentas que tornem possível sua adaptação, além da conservação dos recursos naturais, sempre levando em consideração às características pessoais de cada região, como comunidade local, turismo, cultura, empreendedorismo.
- Expedição Ilhas Marinhas[3]

O programa ainda conta com a Expedição Ilhas Marinhas, que, a partir de novembro de 2008, percorreu por 12 meses o extenso litoral brasileiro, desenvolvendo diagnósticos e prognósticos em comunidades isoladas assentadas em ilhas marinhas, em regiões como Atol das Rocas, Ilhas de Santa Catarina, baía de Ilha Grande no Rio de Janeiro, Ilha Montão do Trigo e Ilhabela, em que as ações do Instituto de dão devido a acordos entre diferentes atores de cada região, como ONG’s, universidades, órgãos governamentais e empresas.
- Projeto de Responsabilidade Socioambiental para o Setor Náutico[3]

O Instituto Ilhas do Brasil dedica-se também ao meio náutico e, por meio desse projeto, pretende mostrar como esse setor pode ser um meio de transformação positiva para o cenário socioambiental da comunidade, auxiliando o setor náutico no desenvolvimento de uma identidade socioambiental positiva norteada em ações baseadas em conhecimento técnico e valores que permeiam o terceiro setor.
- Projeto Estrelas do Mar

O Projeto Estrelas do Mar é o mais popular do IIB e conta com aulas de educação ambiental, filosofia, exibição de filmes, atividades de teatro, entre outros, para crianças de baixa renda ou em situação de risco. Procurando valorizar a comunidade local de Pântano do Sul, as atividades visam o conhecimento da Ilha, de modo a desenvolver o lado empreendedor das crianças, uma vez que o foco é o desenvolvimento de turismo sustentável na região. O projeto atende por volta de 250 crianças e é apoiado pelo Criança Esperança, além de possuir parceria com escolas públicas da região. Além disso, o Estrelas do Mar também visa a conscientização de preservação do ambiente em toda a comunidade, tanto crianças quanto adultos. As atividades do projeto são desenvolvidas por meio de oficinas de teatro, cinema, trilhas ecológicas, reciclagem, jogos educativos, artes plásticas, leituras, entre outros. Durante projeto, também há um festival aberto, o Festival Pantasuli, em que os participantes do projeto podem se apresentar para a comunidade, mostrando as atividades desenvolvidas, e também inserindo outras pessoas da comunidades nessas atividades de artes e educação ambiental. Durante o festival, por exemplo, existe um concurso de ecopandorgas, que são pipas feitas pelo alunos do projeto com material reciclável, além de apresentações de bandas locais. O Estrelas Do Mar foi selecionado para representar o Brasil no Volvo Adventure Award em 2006, premiação socioambientais envolvendo juventude. Em 2007, também foi escolhido ser apresentado como um case de sucesso de turismo de base comunitária e protagonismo juvenil no Fórum de Turismo Sustentável em Porto Alegre.

## Premiações
- Prêmio Anu Preto: Projeto Estrelas do Mar foi finalista da etapa estadual, em 2012.
- Prêmio Itaú de Excelência Social: Programa de Mobilização Comunitária, em 2008.
- Fórum de Turismo Sustentável de Porto Alegre: O Projeto Estrelas do Mar foi apresentado com um case de sucesso de turismo de base comunitária e protagonismo juvenil, em 2007.
- Volvo Adventure Award: Projeto Estrelas do Mar, em 2006.

## Redes Sociais
- Site Oficial
- Facebook